# Consejo de Asuntos Económicos y Financieros de la Unión Europea
El Consejo de Asuntos Económicos y Financieros (Ecofin) es una de las más antiguas formaciones del Consejo de la Unión Europea, está integrado por el comisario de Economía y los ministros de Economía y Finanzas de los 27 Estados de la Unión, así como el comisario de Presupuesto y Administración y los ministros de Presupuesto, si los hubiere, cuando se discuten cuestiones presupuestarias.

## Competencias
El Consejo Ecofin se ocupa de preparar y aprobar cada año, junto con el Parlamento Europeo, el presupuesto de la UE y también se ocupa de una serie de áreas políticas de la UE, como:
- La coordinación de políticas económicas.
- El presupuesto anual de la Unión, así como el marco financiero plurianual.
- El seguimiento de la situación económica.
- La supervisión de la política fiscal general y de las finanzas públicas de los países miembros (aplicación del Pacto de estabilidad y crecimiento).
- El euro (aspectos jurídicos, prácticos e internacionales).
- Los mercados financieros y movimientos de capital.
- Las relaciones económicas con terceros países.[1]

## Toma de decisiones
El Ecofin se reúne una vez al mes en Bruselas o Luxemburgo, y también se reúne de manera informal una vez cada seis meses en el país que en ese momento ostente la Presidencia del Consejo de la UE.
El Consejo de Economía y Finanzas tiene competencias legislativas en materia económica y financiera, en algunos casos en codecisión con el Parlamento Europeo (mercado interior, libre prestación de servicios, protección de los consumidores, y medidas relacionadas con las estadísticas), si bien la mayoría de las decisiones del Consejo Ecofin se toman por mayoría cualificada. La excepción son los asuntos fiscales, que se deciden por unanimidad.
El Grupo del euro, compuesto por los Estados miembros cuya divisa es el euro, se reúne normalmente la víspera de la reunión del Consejo Ecofin y aborda las cuestiones relativas a la Unión Económica y Monetaria (UEM). Es un organismo informal y no una formación del Consejo.
Cuando el Consejo Ecofin examina los expedientes relativos al euro y a la UEM, los representantes de los Estados miembros cuya divisa no es el euro no participan en la votación del Consejo.